# Notropis moralesi
The Sardinita De Tepelmene hoặc Papaloapan Chub (Notropis moralesi) là một loài cá vây tia trong họ Cyprinidae.
Nó chỉ được tìm thấy ở México.